# Kirchenburg Dersch
Die Kirchenburg Dersch (ungarisch: Székelyderzsi unitárius templom) ist eine im 14. Jahrhundert von den ungarischen Szeklern in der Ortschaft Dersch (ungarisch Székelyderzs, rumänisch Dârjiu) erbaute Kirchenburg. Sie ist die einzige Kirchenburg in Szeklerland, in der auch die Kirche wehrhaft ausgebaut wurde. Die Kirche ist dem ungarischen König Ladislaus I. gewidmet. Im 15. Jahrhundert wurde die Kirchenburg im spätgotischen Stil vergrößert und erhielt so die bis heute erhaltene Form. Seit 1999 ist sie als eine von sieben Kirchenburgen in Siebenbürgen als UNESCO-Weltkulturerbe anerkannt. Die Kirchenburg wird noch heute von der örtlichen unitarischen Gemeinde genutzt.
Die Anlage besteht aus fünf Bastionen. Der äußere fünf Meter hohe Mauerring und der Kirchturm sind mit Schießscharten und Türmen bewehrt. Das mit einem Wehrgang versehene Schiff steht getrennt vom Kirchturm. Die äußeren Strebepfeiler sind durch Flachbögen miteinander verbunden. Die Korn- und Vorratskammern innerhalb des Gebäudeensembles sind seit dem Mittelalter in Familienbesitz und können nur vererbt, nicht aber verkauft werden. Die weiß getünchte Kirche stammt aus dem 13. Jahrhundert und wurde auf dem Grund einer früheren romanischen Basilika erbaut. Im 19. Jahrhundert wurden hier gotische Fresken entdeckt, die zu Beginn des 15. Jahrhunderts von Paul von Ung angefertigt wurden und die Legende vom ungarischen König Ladislaus I. im Kampf gegen die Kumanen thematisieren.

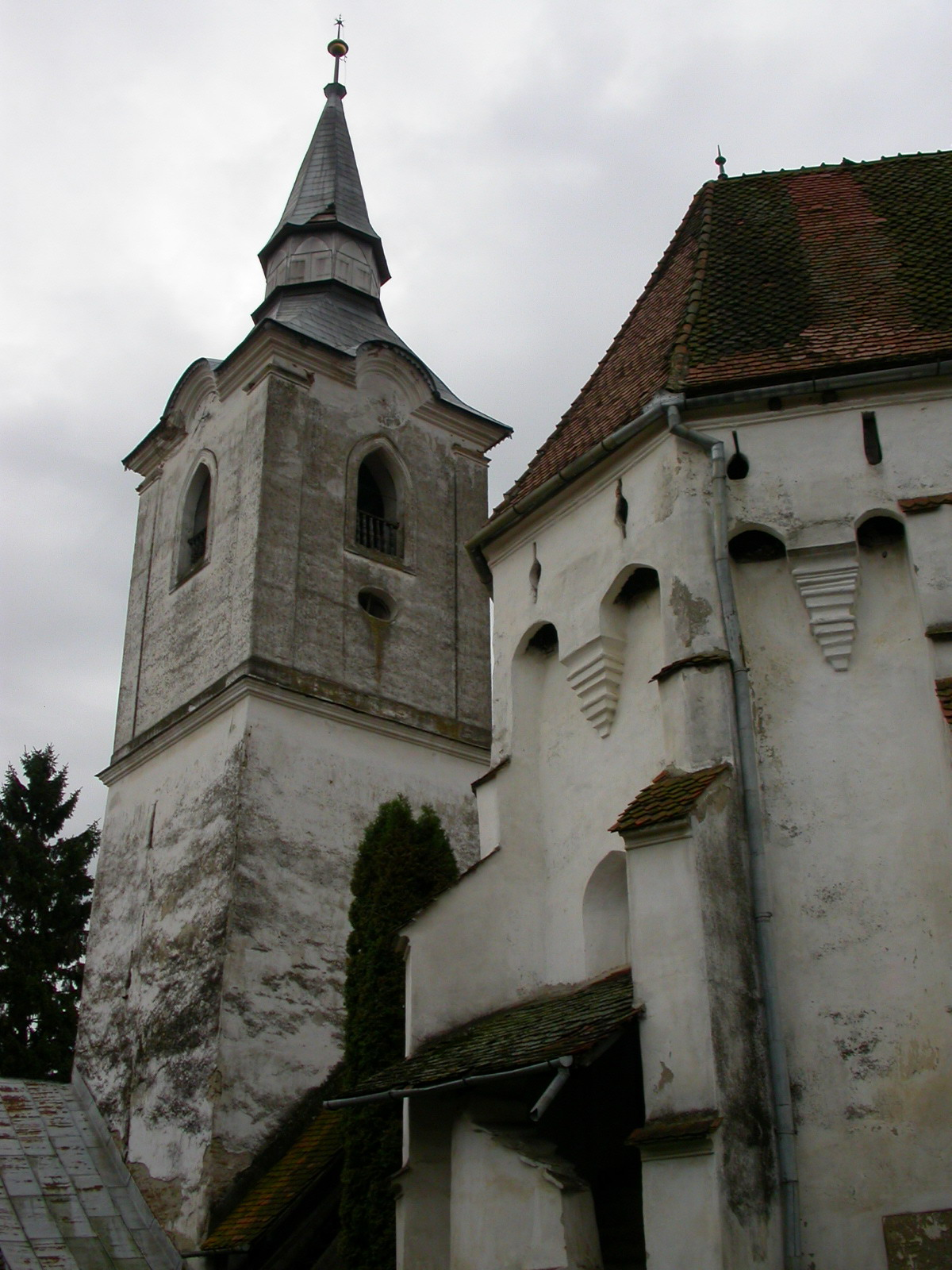
Kirchturm
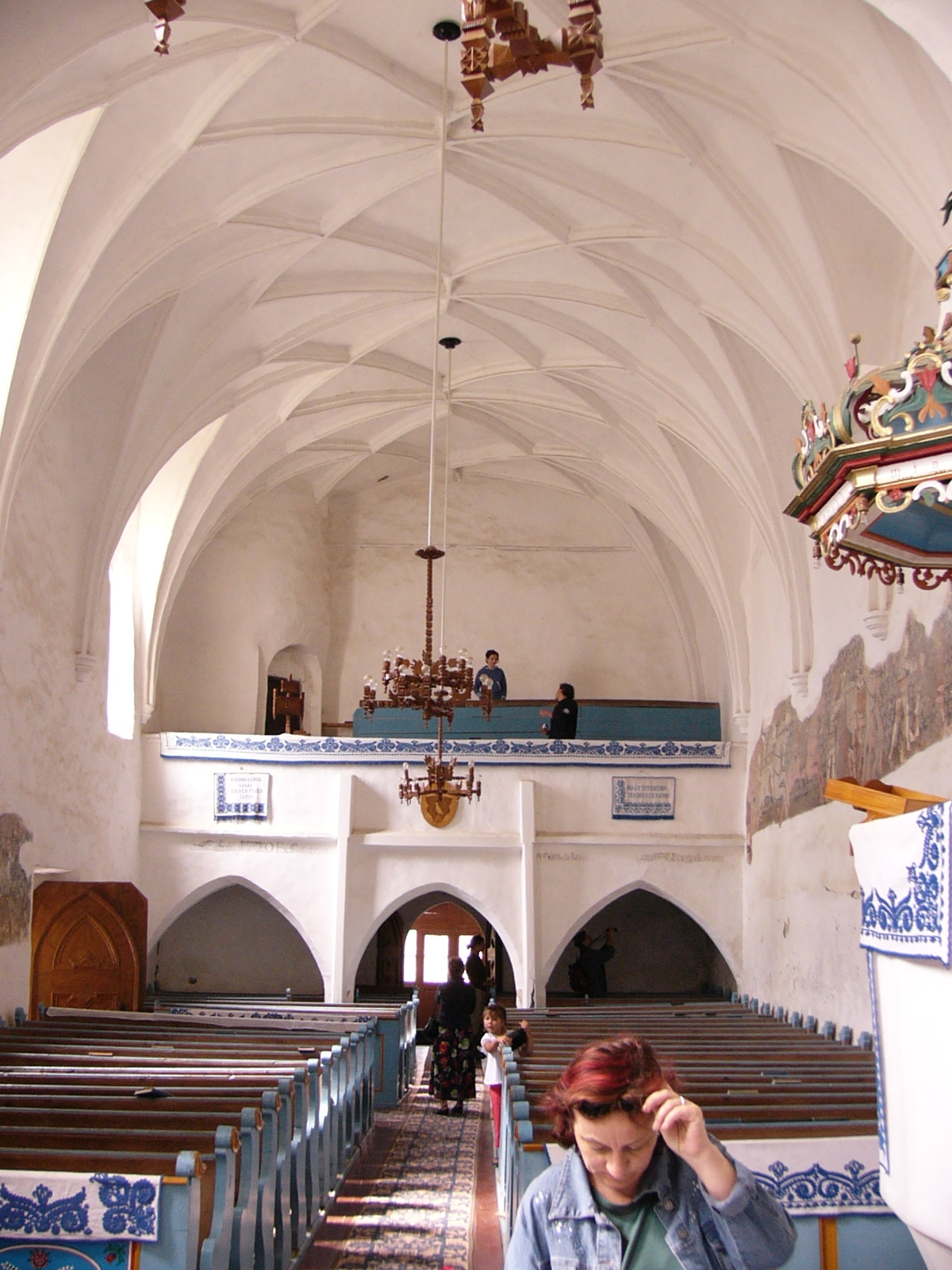
Innenansicht
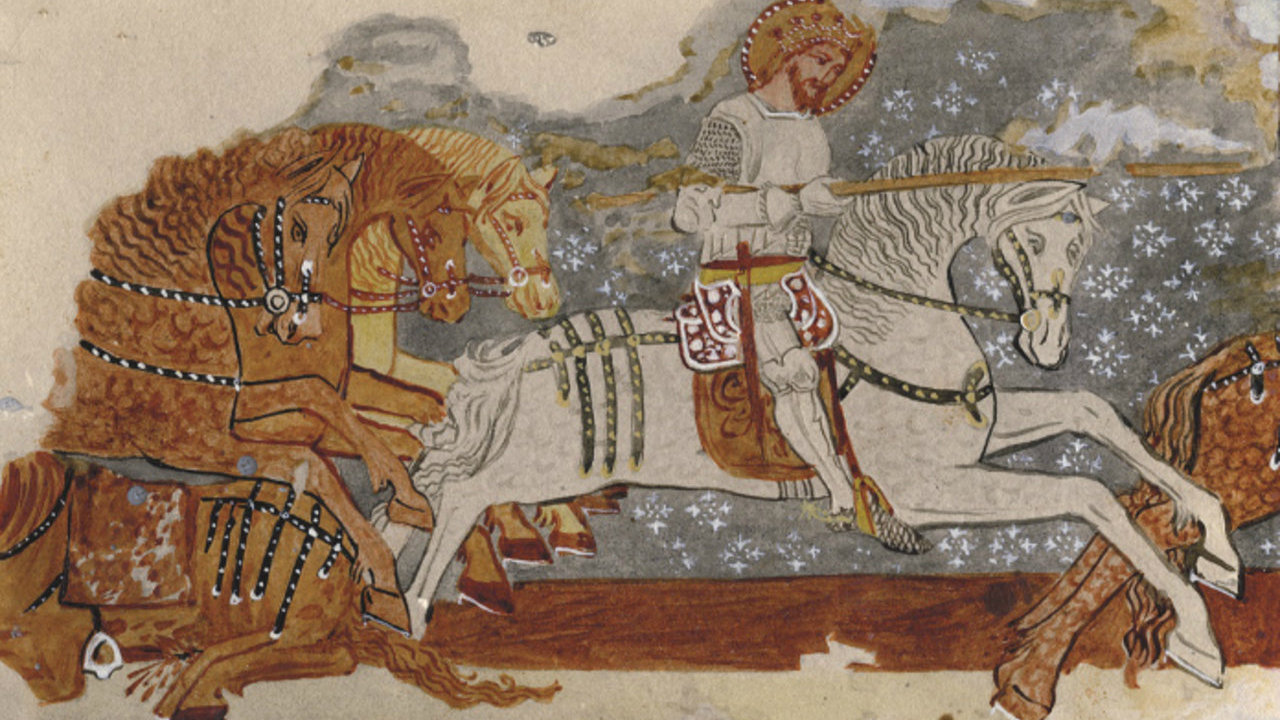
Wandmalereien